# Communauté de communes des Portes sud du Morvan
La communauté de communes des Portes sud du Morvan est une ancienne communauté de communes française, située dans le département de la Nièvre et la région Bourgogne-Franche-Comté.
Cette communauté de communes fait également partie du Pays Nivernais-Morvan.

## Historique
La communauté de communes est créée par arrêté préfectoral le 15 décembre 2000, pour une prise d'effet officielle au 1er janvier 2001, sous le nom de communauté de communes entre l'Alène et la Roche, du nom des rivières qui la traversent, l'Alène et son affluent la Roche. Onze communes la composent alors : Avrée, Chiddes, Fléty, Lanty, Larochemillay, Luzy, Millay, Poil, Rémilly, Savigny-Poil-Fol et Tazilly.
Au 1er janvier 2012, les communes de Saint-Honoré-les-Bains et de Sémelay intègrent l'intercommunalité.
Elle change de nom pour devenir communauté de communes des Portes sud du Morvan quelques mois après.

Ancien logo de la communauté de communes.

Par arrêté préfectoral du 17 novembre 2016, elle fusionne le 1er janvier 2017 avec d'autres communautés de communes pour former la nouvelle intercommunalité du Bazois Loire Morvan.

## Composition
Elle était composée des communes suivantes :
| Nom                    | Code Insee | Gentilé         | Superficie (km2) | Population (dernière pop. légale) | Densité (hab./km2) |
| ---------------------- | ---------- | --------------- | ---------------- | --------------------------------- | ------------------ |
| Luzy (siège)           | 58149      | Luzycois        | 41,67            | 1 983 (2014)                      | 48                 |
| Avrée                  | 58019      |                 | 13,03            | 87 (2014)                         | 6,7                |
| Chiddes                | 58074      | Chiddois        | 26,04            | 329 (2014)                        | 13                 |
| Fléty                  | 58114      | Flétois         | 20,06            | 109 (2014)                        | 5,4                |
| Lanty                  | 58139      | Lantycois       | 12,06            | 125 (2014)                        | 10                 |
| Larochemillay          | 58140      | Millirupétiens  | 41,15            | 235 (2014)                        | 5,7                |
| Millay                 | 58168      | Millaycois      | 37,55            | 447 (2014)                        | 12                 |
| Poil                   | 58211      | Pixiens         | 27,02            | 146 (2014)                        | 5,4                |
| Rémilly                | 58221      |                 | 36,43            | 159 (2014)                        | 4,4                |
| Saint-Honoré-les-Bains | 58246      | Saint-Honoréens | 25,12            | 783 (2014)                        | 31                 |
| Savigny-Poil-Fol       | 58274      | Savignyens      | 17,30            | 129 (2014)                        | 7,5                |
| Sémelay                | 58276      | Simelagois      | 33,53            | 242 (2014)                        | 7,2                |
| Tazilly                | 58287      | Tazillicois     | 25,81            | 228 (2014)                        | 8,8                |

## Administration

### Siège
Le siège de la communauté de communes est situé à Luzy.

### Les élus
La communauté de communes est gérée par un conseil communautaire composé de 28 membres représentant chacune des communes membres et élus pour une durée de six ans. Leur nombre dépend de la population de la commune au moment du renouvellement des conseillers.
Ils sont répartis comme suit :
| Nombre de délégués | Communes                                             |
| ------------------ | ---------------------------------------------------- |
| 8                  | Luzy                                                 |
| 4                  | Saint-Honoré-les-Bains                               |
| 2                  | Chiddes, Larochemillay, Millay, Sémelay, Tazilly     |
| 1                  | Avrée, Fléty, Lanty, Poil, Rémilly, Savigny-Poil-Fol |

### Présidence
Le conseil communautaire du 14 avril 2014 a élu son président, Jean-Claude Desrayaud , adjoint au maire de Luzy, et désigné ses 5 vice-présidents qui sont : 
1. Bernard Leblanc, délégué de Savigny-Poil-Fol ;
2. François Grandjean, délégué de Saint-Honoré-les-Bains ;
3. Henri Marcel, délégué de Fléty ;
4. Jean-Paul Margerin, délégué de Rémilly ;
5. Christian Pouchelet, délégué de Millay.

Ils forment ensemble l'exécutif de l'intercommunalité pour le mandat 2014-2020.
| Période       | Période       | Identité              | Étiquette | Qualité                                           |
| ------------- | ------------- | --------------------- | --------- | ------------------------------------------------- |
| [Quand ?]     | avril 2014    | Jean-Louis Rollot     |           | Maire de Luzy. Vice-président du conseil général. |
| 14 avril 2014 | décembre 2016 | Jean-Claude Desrayaud |           | Adjoint au maire de Luzy.                         |

## Paysages

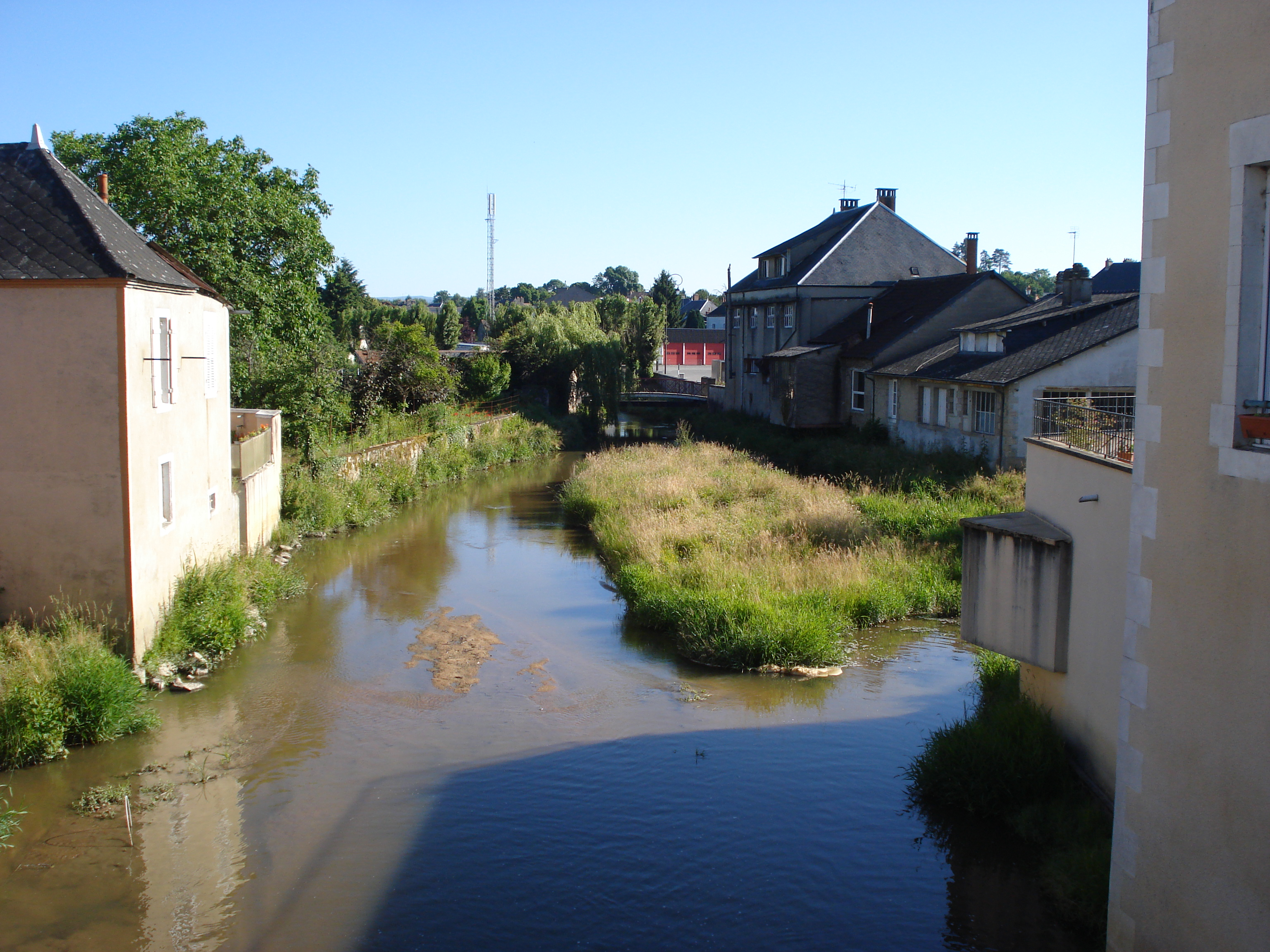
L'Alène à Luzy.
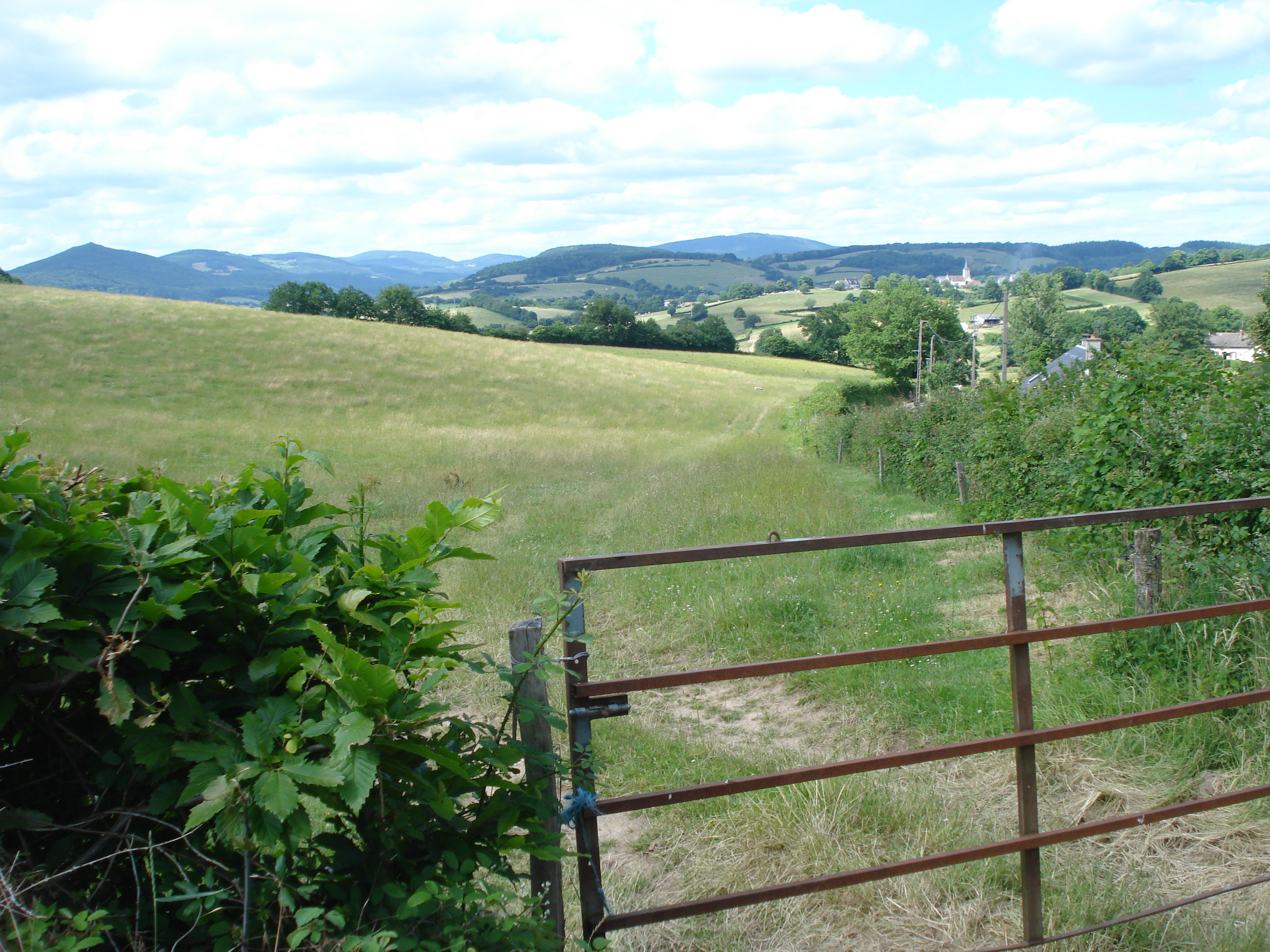
Le Haut Morvan et Millay, vue du sud.
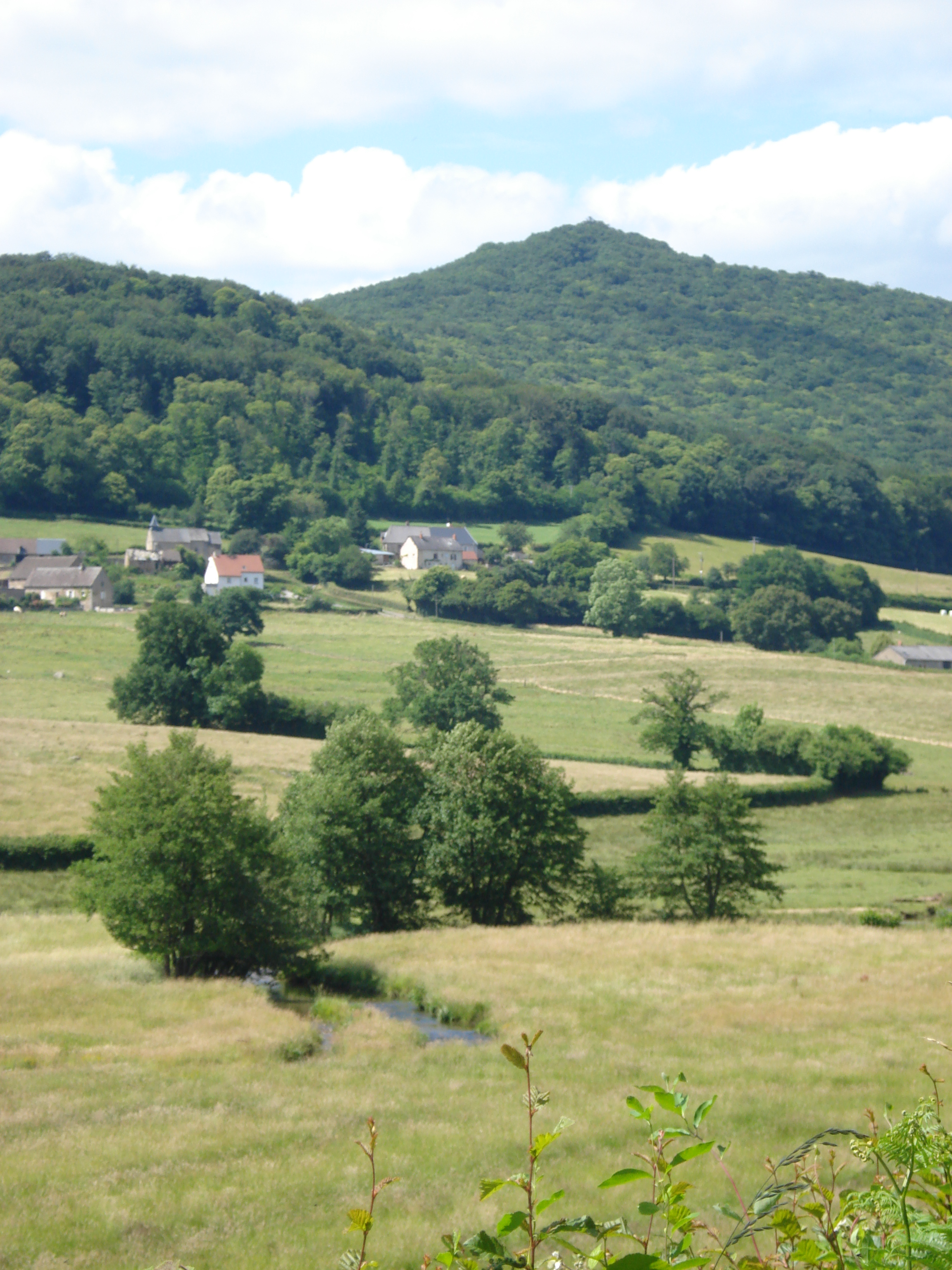
La Roche, le hameau de Saint-Gengoult de Larochemillay et le mont Touleur.